# La Grande-Fosse
La Grande-Fosse ist eine französische Gemeinde mit 130 Einwohnern (Stand 1. Januar 2022) im Département Vosges in der Region Grand Est. Sie gehört zum Arrondissement Saint-Dié-des-Vosges und zum Kanton Saint-Dié-des-Vosges-2.

## Geografie
La Grande-Fosse liegt rund elf Kilometer (Luftlinie) nordöstlich von Saint-Dié-des-Vosges in den Vogesen an der Grenze zum Elsass. Zahlreiche Bäche und viele bewaldete Hügel sind typisch für die Gemeinde. La Grande-Fosse gehört zum Gebiet des Regionalen Naturparks Ballons des Vosges. Umgeben wird La Grande-Fosse von den Nachbargemeinden Grandrupt im Norden, Saales im Nordosten, La Petite-Fosse und Provenchères-et-Colroy im Süden, Ban-de-Sapt um Westen sowie Châtas im Nordwesten.
Die Gemeinde besteht aus dem Dorf La Grande-Fosse sowie einigen Weilern (hameaux) und Einzelgehöften.

## Geschichte
Von 1793 bis 1801 war La Grande-Fosse ein Teil des Distrikts Saint-Dié. Von 1793 bis 1871 war die Gemeinde dem Kanton Saales zugeteilt. Danach gehörte der Ort bis 2015 zum Wahlkreis (Kanton Provenchères-sur-Fave). 1871 bis 1918 war La Grande-Fosse Grenzort zwischen Frankreich und Deutschland. Um das Jahr 1166 wird der Ort als Grangia Fossa namentlich erstmals erwähnt.
Am 15. Oktober 1944 ermordete eine SS-Gruppe auf Befehl von Hans-Dietrich Ernst beim Massaker von La Grande-Fosse acht gefangen genommene britische Kommandosoldaten des Special Air Service.

## Bevölkerungsentwicklung
| Jahr                       | 1962 | 1968 | 1975 | 1982 | 1990 | 1999 | 2006 | 2012 | 2020 |
| Einwohner                  | 180  | 121  | 92   | 75   | 69   | 90   | 112  | 110  | 137  |
| Quellen: Cassini und INSEE |      |      |      |      |      |      |      |      |      |

Die zunehmende Mechanisierung der Landwirtschaft führten zu einem Absinken der Einwohnerzahlen bis auf die Tiefststände in jüngerer Zeit. Der Anstieg zwischen 1866 und 1876 geht auf Zuwanderer aus dem Reichsland Elsass-Lothringen zurück. Im Gegensatz zu den Nachbargemeinden war der Rückgang zwischen 1911 und 1921 bescheiden.

## Sehenswürdigkeiten
- Kirche Saint-Gondelbert aus dem Jahr 1830 mit sehenswerten Grabstätten, Monument historique
- zahlreiche Häuser und Bauernhäuser im Ortszentrum
- ehemaliges Pfarrhaus in La Grande-Fosse, heute Mairie (Rathaus) und Schule
- ehemaliges Pfarrhaus aus dem Jahr 1773 in La Bonne-Fontaine
- ehemalige Mühle Le Pré-Pommieraus dem Jahr 1873 in La Bonne-Fontaine
- Wegkreuz aus dem Jahr 1708 in La Bonne Fontaine
- mehrere Grenzsteine aus dem 18. Jahrhundert
- Denkmäler für die Gefallenen des Ersten Weltkriegs[2][3]

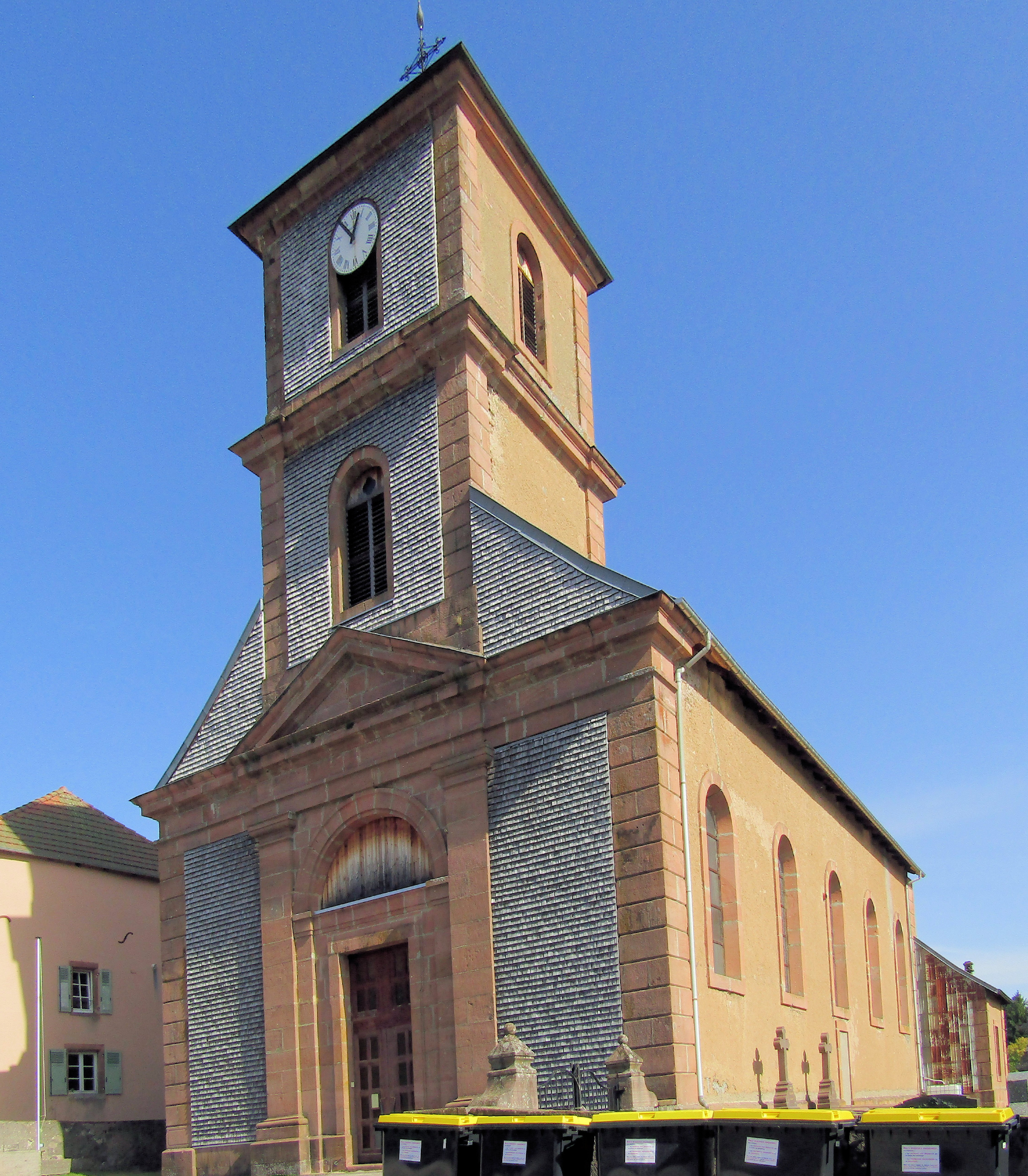
Kirche Saint-Gondelbert
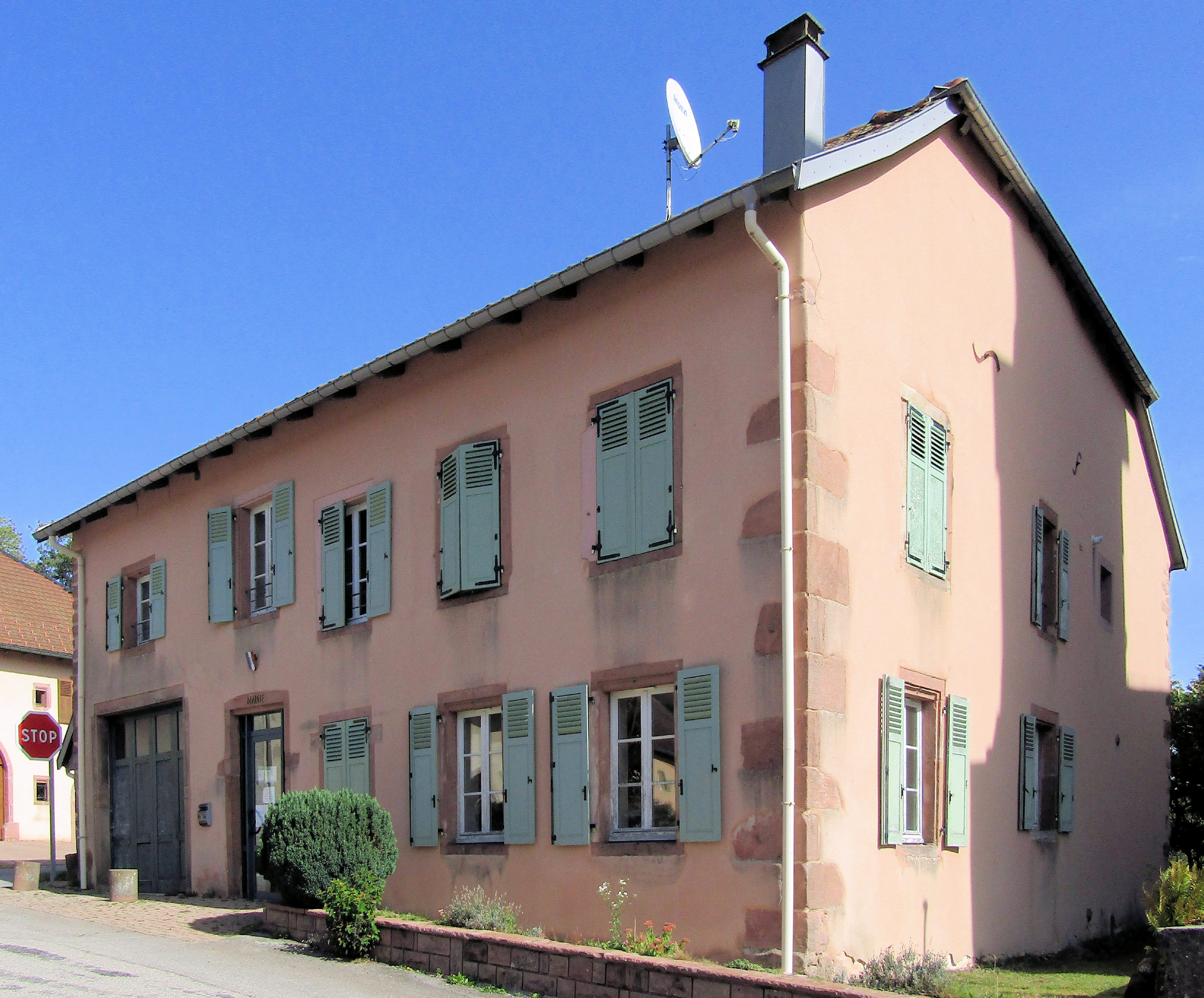
Rathaus (mairie)
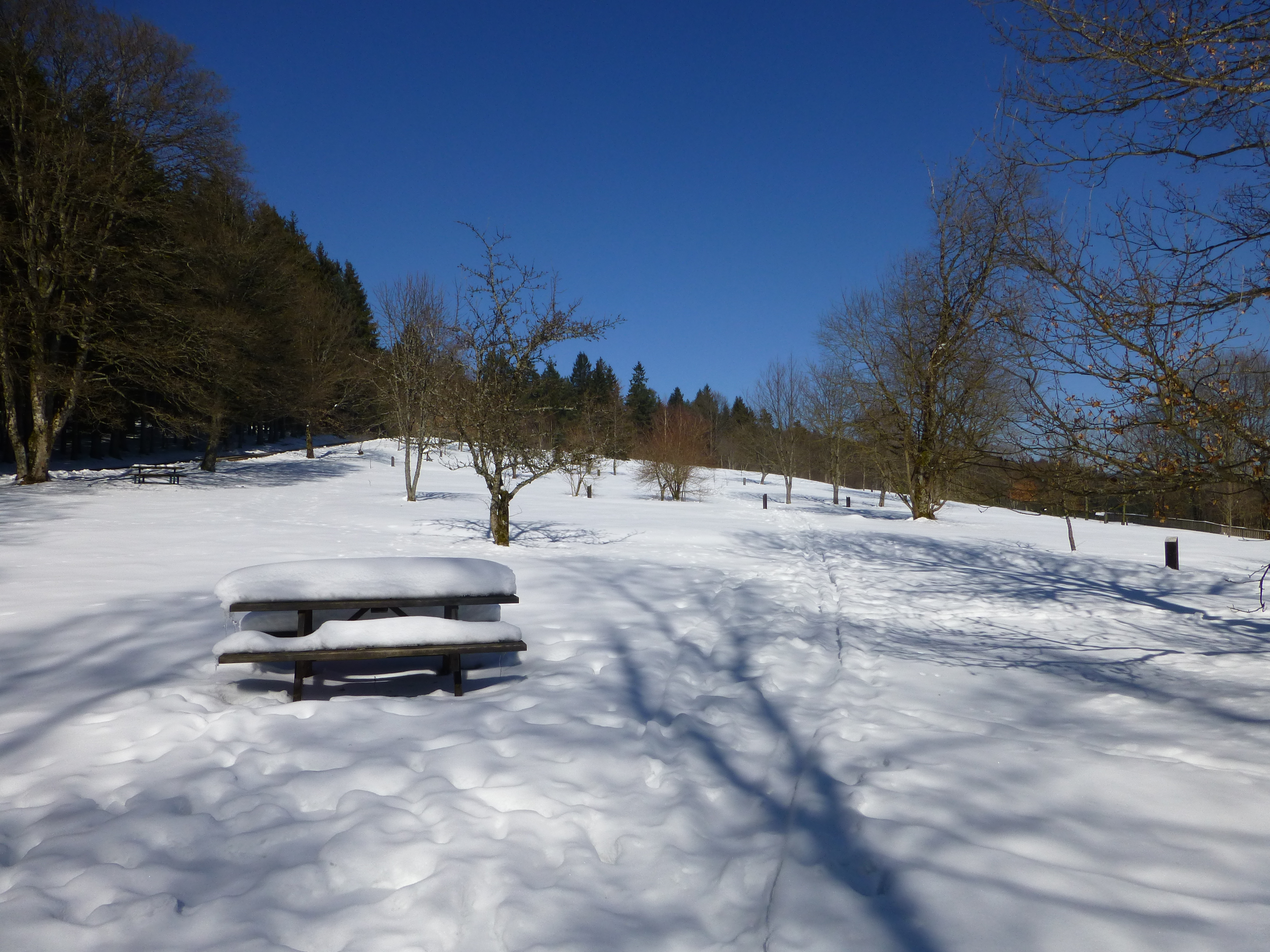
Am Pass Col du Las
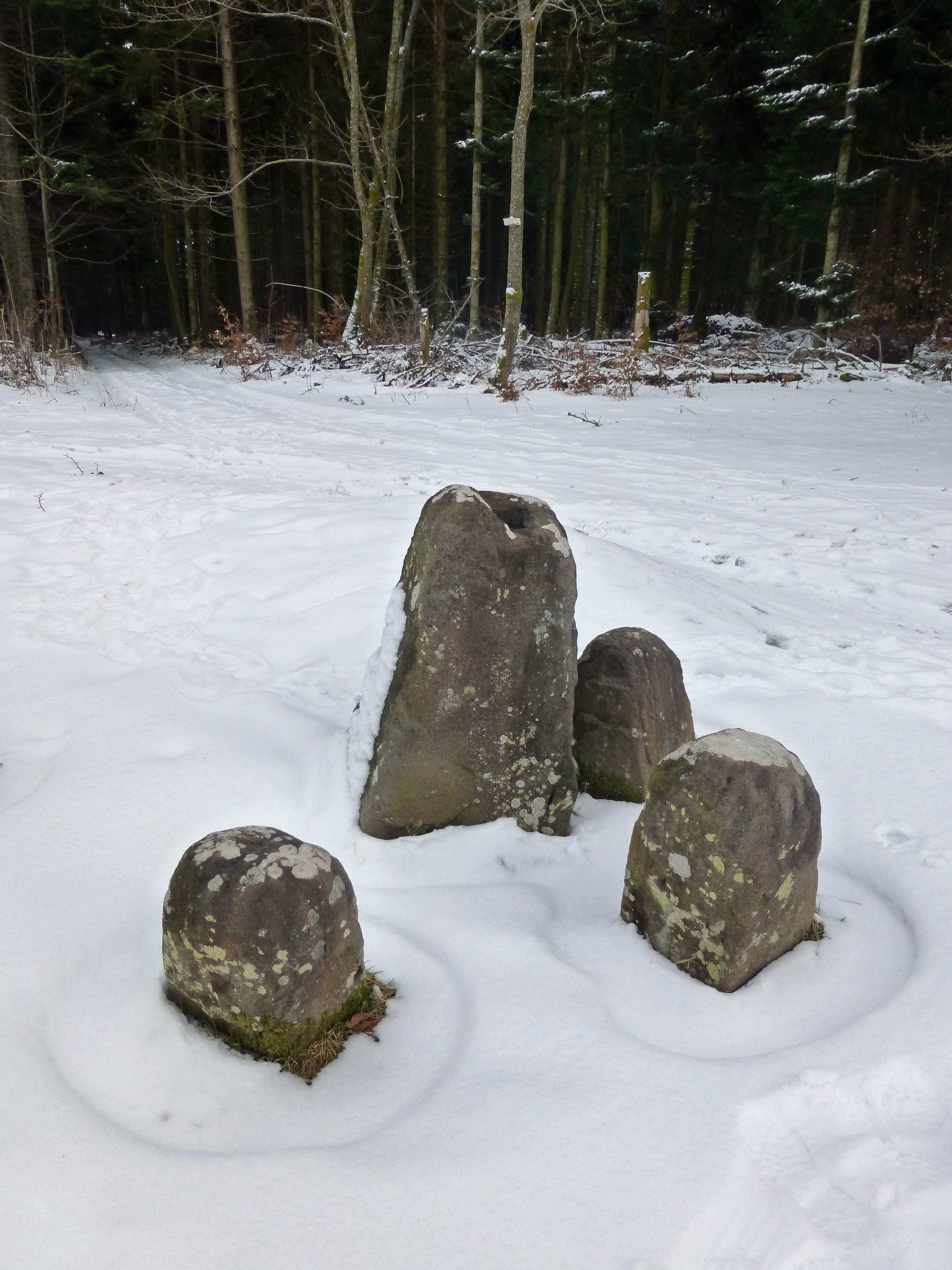
Vier alte Grenzsteine
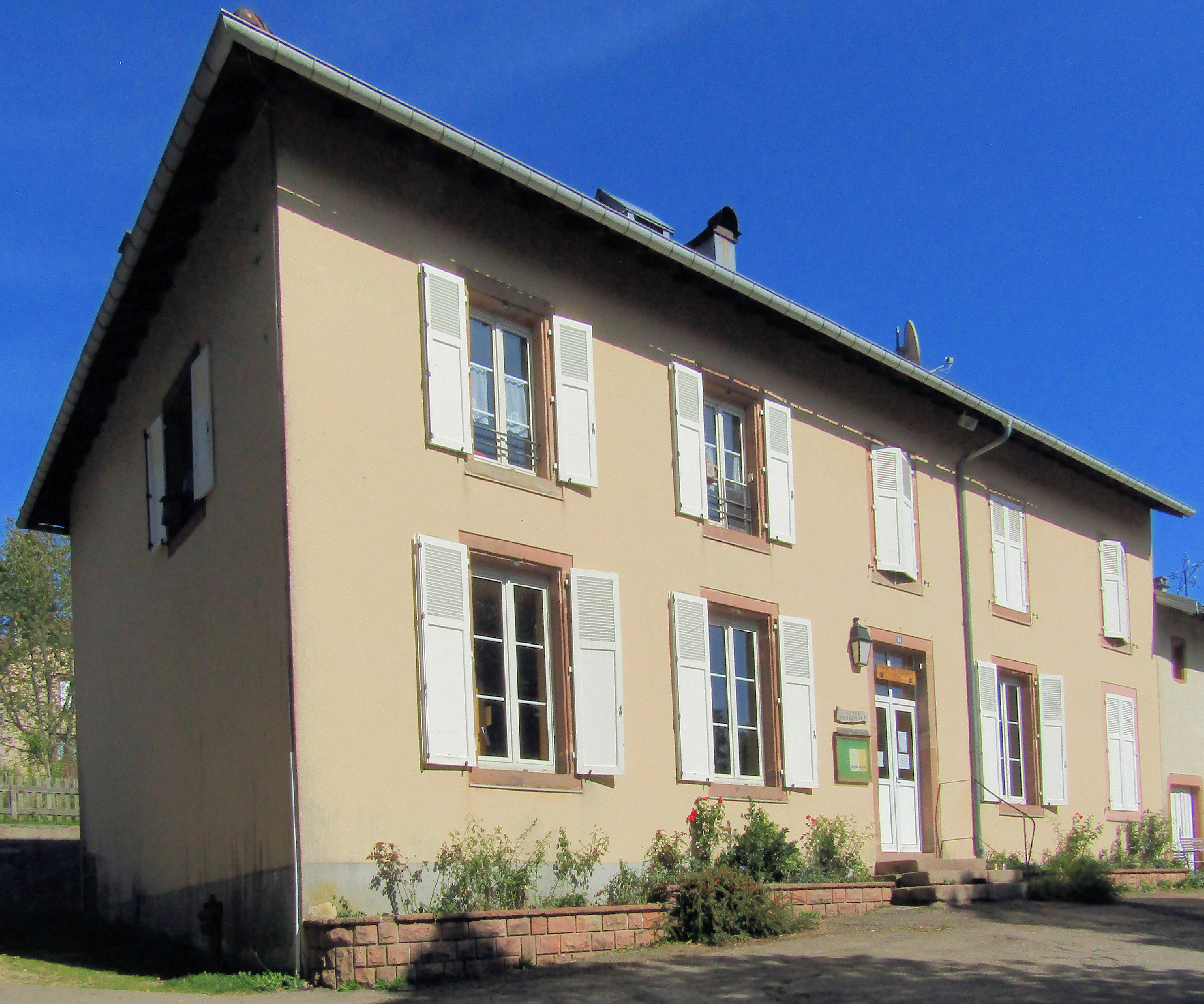
Gemeindefesthalle
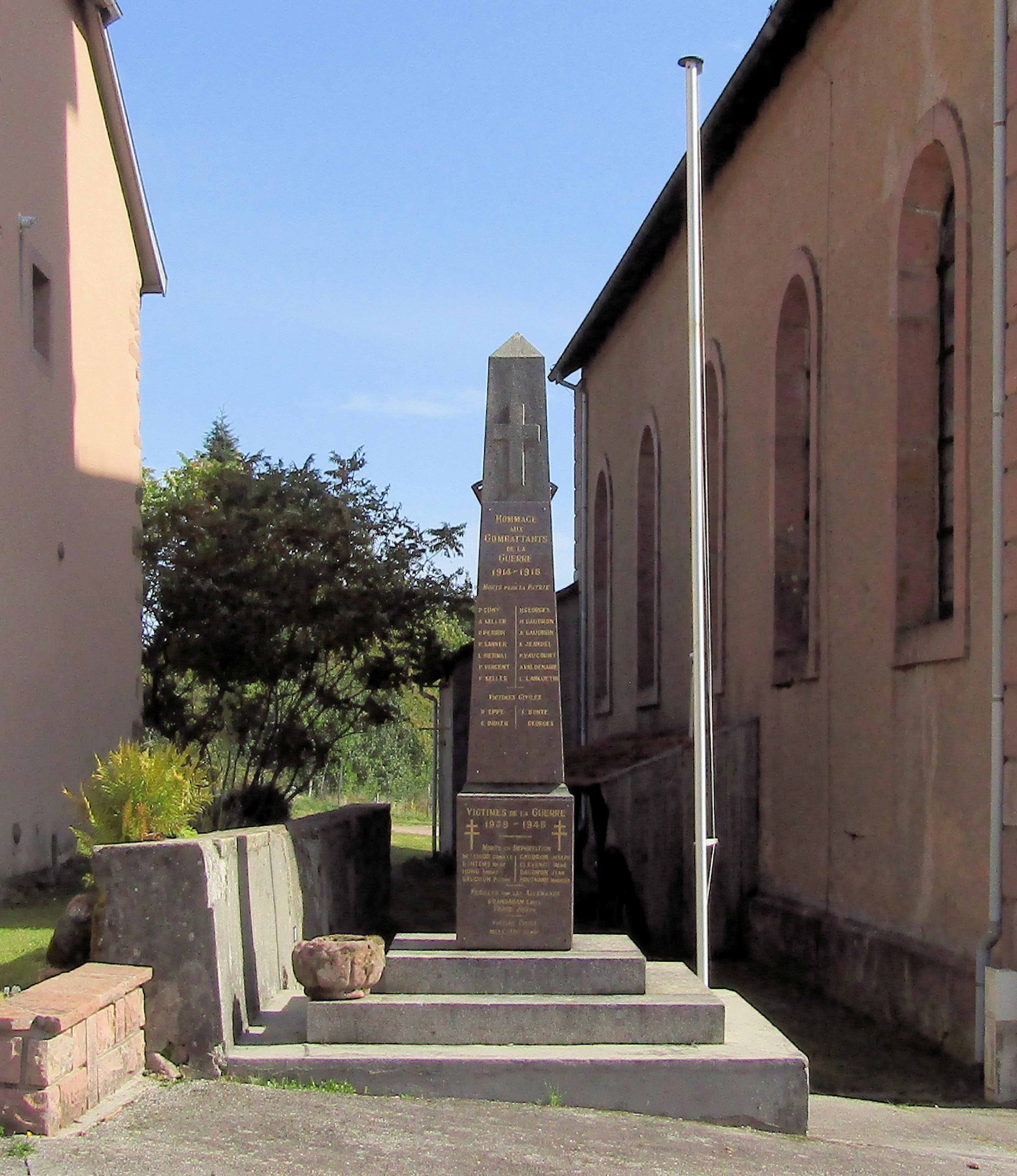
Gefallenendenkmal